# Gruppe Wohn- und Geschäftshäuser Südersteinstraße 44 bis 56

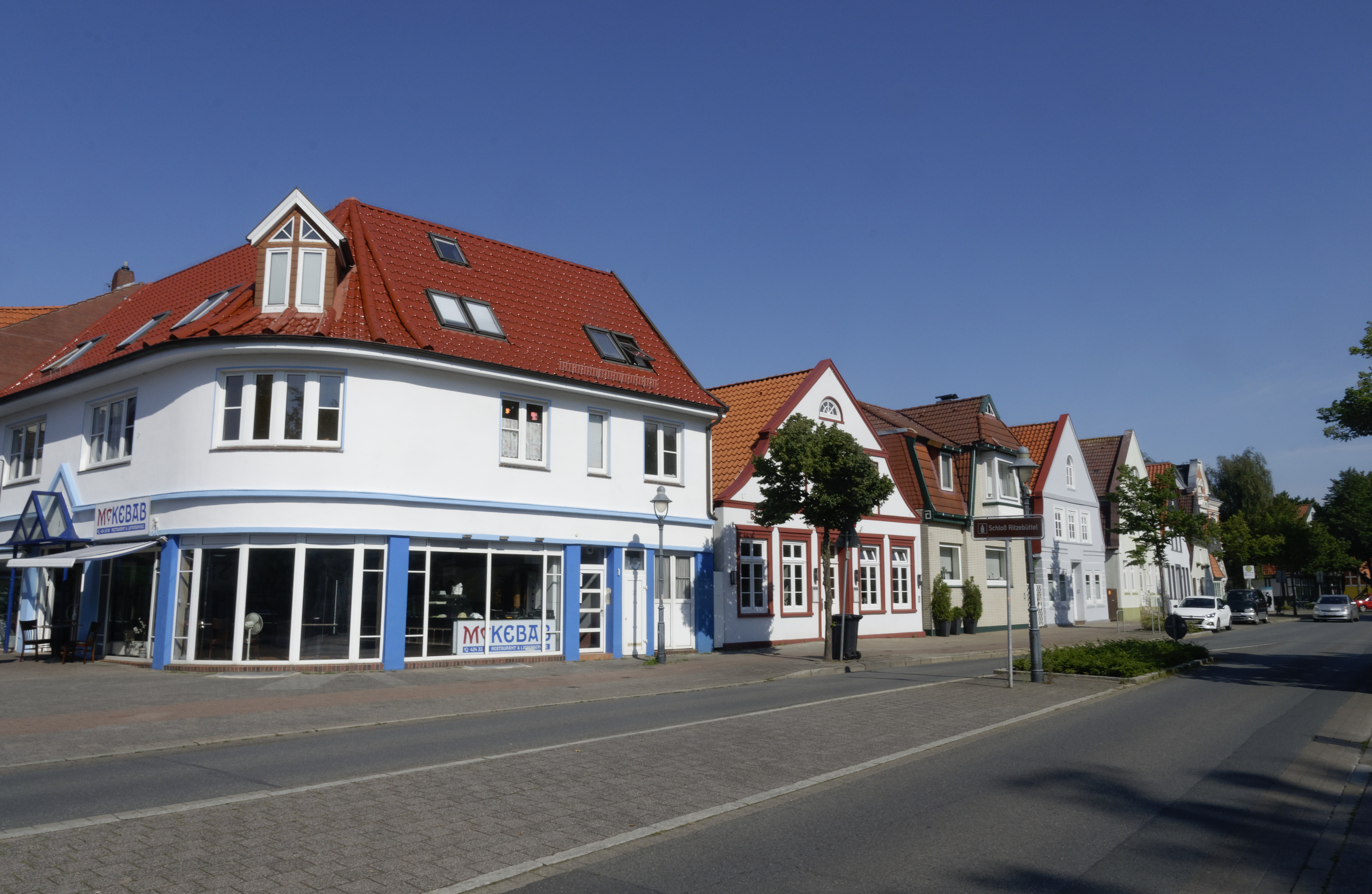
Rechts die Häusergruppe

Die Gruppe Wohn- und Geschäftshäuser Südersteinstraße 44 bis 56, Nähe Nordersteinstraße, in der niedersächsischen Kreisstadt Cuxhaven im Landkreis Cuxhaven stammt aus dem 19. Jahrhundert.
Aktuell (2024) werden die Häuser für Wohnungen, als Museum (Nr. 44), Praxis (Nr. 50), gewerblich und als Restaurant (Nr. 56) genutzt.
Die Gebäude stehen unter Denkmalschutz (siehe auch Liste der Baudenkmale in Cuxhaven).

## Geschichte und Beschreibung
Die Südersteinstraße wurde vor oder um 1755 nach der südlichen Lage zum Stadtkern benannt. Sie wurde 1994 umgestaltet.

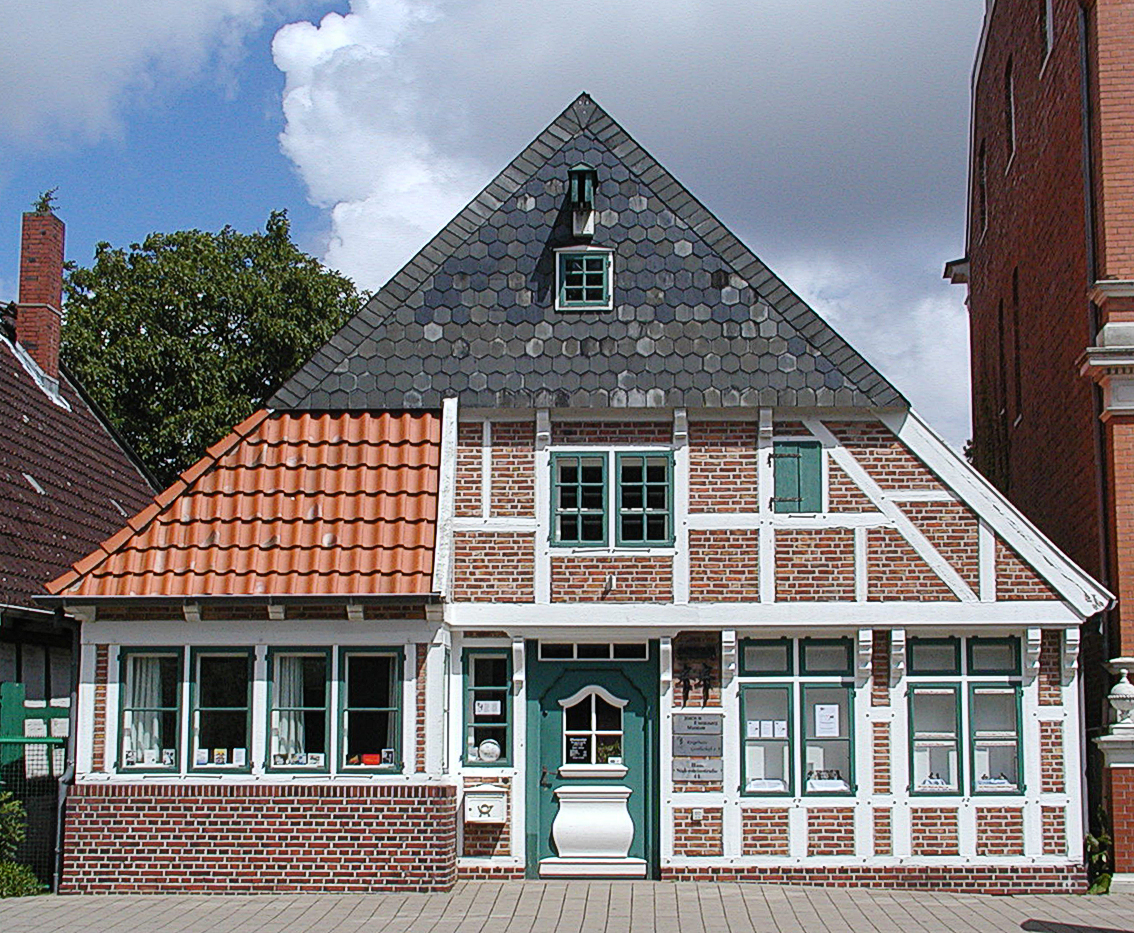
Nr. 44

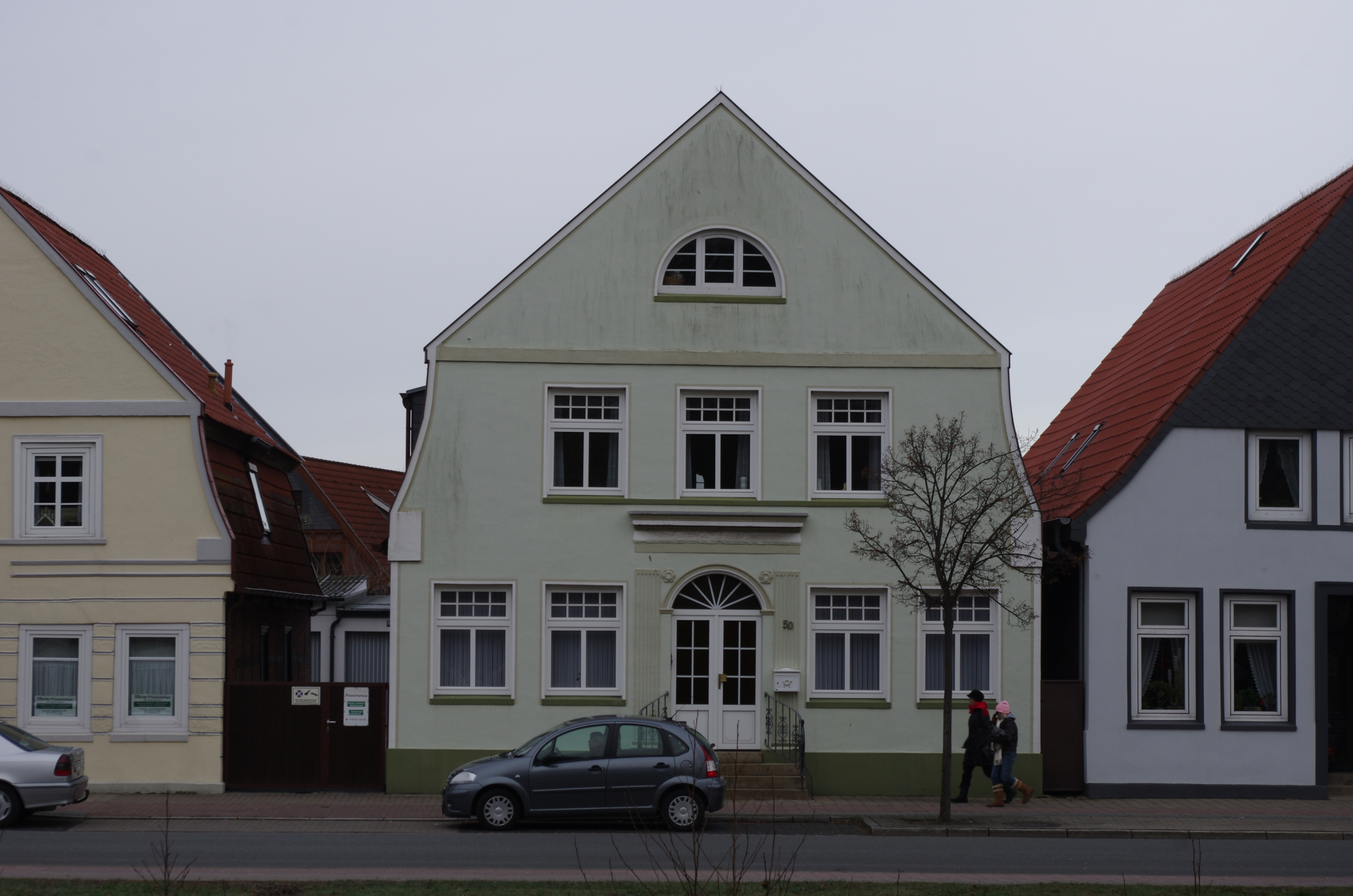
Nr. 50

Die Gruppe besteht aus den eingeschossigen giebelständigen Häusern in zumeist symmetrischer Aufteilung:
- Nr. 44: Wohn- und Geschäftshaus von um 1750 in Fachwerk mit Walmdach; seit 2002 Joachim-Ringelnatz-Museum,[2]
- Nr. 46: Wohnhaus aus der ersten Hälfte des 19. Jahrhunderts in Fachwerk mit Satteldach, Straßenfassade verputzt, im oberen Giebeldreieck verbrettert,[3]
- Nr. 48: Wohnhaus aus der ersten Hälfte des 19. Jahrhunderts in Fachwerk mit Satteldach, Straßenfassade verputzt, im oberen Giebeldreieck verbrettert,[4]
- Nr. 50: Wohnhaus aus der ersten Hälfte des 19. Jahrhunderts als verputzter Massivbau mit Mansarddach,[5]
- Nr. 52: Wohnhaus aus der ersten Hälfte des Jahrhunderts in Fachwerk mit Mansarddach, Straßenfassade verputzt.[6]
- Nr. 56: Wohnhaus aus der ersten Hälfte des 19. Jahrhunderts in Fachwerk mit Mansarddach, Straßenfassade verputzt.[7]

Das Landesdenkmalamt befand u. a.: „… Ein weitgehend homogenes Bild bietet die auf der Nordseite der Südersteinstraße stehend Gruppe eingeschossiger giebelständiger Wohnhäuser, die, abgesehen von Nr. 44, alle fünfachsige Putzfassaden zeigen.“